# Wisielec (demon)
Wisielec – istota demoniczna z polskich wierzeń ludowych, miała być to dusza człowieka powieszonego, strasząca po jego śmierci.
Zjawy wisielców rozpoznawano zwykle po pętli ze sznura, którą nosiły na szyi albo trzymały w rękach. Miały języki na wierzchu i wywrócone oczy. Kołysały się na sznurach, albo siedziały na belkach w stodole lub na drzewie. Niejednokrotnie straszyły o północy i ściągały przechodniów. Przeważnie wisielcy dawali o sobie znać długo po swojej śmierci. Bywało, że pozostając niewidocznymi dzwonili łańcuchami, albo wydawali odgłosy plucia. Czasami wisielec powracał na miejsce swojego zgonu, zawsze o tej samej porze dnia, siadał na ziemi i płakał. Jeżeli zdarzyło się, że wyraził on jakieś życzenie, to żyjący stosowali się do jego prośby.

## Zjawy samobójców
Samobójcza śmierć przez powieszenie była uznawana za haniebną i „bezbożną”, zawsze sprowadzającą na duszę karę piekła. Zmarłej w ten sposób osoby nie można było pochować w poświęconej ziemi. Samobójca ściągał na całą miejscowość nieszczęście, dlatego jego zwłoki wzbudzały wielkie obrzydzenie. Każdy, kto go dotknął, uważany był za nieczystego i godnego pogardy. Ściągnięciem ciała zajmowali się zawsze przyjezdni. Ciało samobójcy trzeba było wyciągnąć z chałupy przeciągając je pod progiem, a następnie zakopać poza terenem wsi, np. na rozstajach dróg, pod płotem cmentarza lub podrzucić mieszkańcom sąsiedniej miejscowości. Tak potraktowany zmarły nie mógł zaznać spokoju.

## Zwyczaje
Sznur, na którym się powiesił samobójca, był bardzo pożądanym i wszechstronnym talizmanem. Dzielono go na drobne kawałki. Temu kto nosił fragment sznura przy sobie, przysparzał on szczęścia i zdrowia. Karczmarze wrzucali go do gorzałki, aby ten, kto jej wypije, zawsze wracał po drugą kolejkę. Panny na wydaniu trzymały fragmenty liny w woreczku na szyi w nadziei, że któregoś z kawalerów uchwyci i już nie puści.